# Young Forever
Young Forever (Млад завинаги) e песен от албума Pink Friday: Roman Reloaded на американската рапърка Ники Минаж. Песента е пусната в интернет на 12 февруари 2012 г.Авторите са Ники Минаж, Хенри Уолтър и Dr.Luke, който е и продуцент на песента.

## Позиции в музикалните класации
- САЩ (R&B/Hip-Hop Digital Songs) – 37[8]